# Eiken
Eiken (schweizerdeutsch: ˈæikχə) ist eine Einwohnergemeinde im Schweizer Kanton Aargau. Sie gehört zum Bezirk Laufenburg und liegt im Zentrum der Region Fricktal, etwas mehr als zwei Kilometer südlich der Grenze zu Deutschland.

## Geographie
Das beinahe zwei Kilometer lange Strassendorf liegt auf der westlichen Seite der Sissle, am Rande der mehreren hundert Meter breiten Talebene. Nördlich des Dorfes erreicht das Flüsschen die ausgedehnte Ebene des Hochrheins. Unmittelbar südlich des Dorfzentrums ragen die steilen Flanken zweier Hügel des Tafeljuras in die Höhe, die im oberen Bereich in ausgedehnte, landwirtschaftlich genutzte Hochebenen übergehen. Dabei handelt es sich um den Seckenberg (458 m ü. M.) im Südosten und den Schupfarterberg (472 m ü. M.) im Südwesten. Ein tief eingeschnittenes Seitental trennt die beiden Hügel. Nordöstlich des Dorfes trennt der 443 Meter hohe Chinz das Tal der Sissle von der Hochrheinebene.
Die Fläche des Gemeindegebiets beträgt 708 Hektaren, davon sind 215 Hektaren bewaldet und 172 Hektaren überbaut. Der höchste Punkt liegt auf 472 m ü. M. auf der Hochebene des Schupfarterbergs, der tiefste auf 300 m ü. M. an der Sissle. Nachbargemeinden sind Sisseln im Nordosten, Kaisten im Osten, Oeschgen im Südosten, Frick im Süden, Schupfart im Südwesten und Münchwilen im Westen.

## Geschichte
Einzelfunde zeugen von einer Besiedlung während der alamannischen und fränkischen Zeit. Die erste urkundliche Erwähnung von Eitchon erfolgte im Jahr 1160 in den Acta Murensia, einem Güterverzeichnis des Klosters Muri. Der Name stammt vom althochdeutschen Eitinghofun und bedeutet «bei den Höfen der Sippe des Eito». Nach dem Aussterben der Grafen von Homberg-Tierstein ging die Landesherrschaft im Jahr 1232 an die Habsburger über. Diese verpfändeten nach dem Waldshuterkrieg von 1468 das gesamte Fricktal an Burgund. Als die Burgunder von den Eidgenossen während der Burgunderkriege vernichtend geschlagen worden waren, kam Eiken 1477 wieder unter österreichische Herrschaft.
Nach der Reichsreform des österreichischen Kaisers Maximilian I. im Jahr 1491 gehörte Eiken zu Vorderösterreich und war Sitz eines Obervogts in der Landschaft Fricktal, einer untergeordneten Verwaltungseinheit der Kameralherrschaft Rheinfelden (ab 1752 im Oberamt Breisgau). Im 17. Jahrhundert gab es kaum längere Friedenszeiten. Der Rappenkrieg, ein Bauernaufstand, dauerte von 1612 bis 1614. Der Dreissigjährige Krieg, der zwischen 1633 und 1638 auch das Fricktal erfasste, warf das Dorf in seiner wirtschaftlichen Entwicklung zurück. Auch während des Pfälzischen Erbfolgekriegs (1688–1697) zogen fremde Truppen durch die Region.

Luftansicht aus dem Jahr 1954 von Werner Friedli

1797 wurde das Fricktal nach dem Frieden von Campo Formio ein französisches Protektorat. Während des Zweiten Koalitionskrieges verlief hier die Frontlinie zwischen den Armeen Frankreichs und Österreichs. Am 20. Februar 1802 wurde Eiken eine Gemeinde im Distrikt Frick des Kantons Fricktal, der sich im August der Helvetischen Republik anschloss. Karl Fahrländer, der Bruder von Statthalter Sebastian Fahrländer, hatte im Dezember 1801 im Pfarrhaus von Eiken die Verfassung dieses kurzlebigen Kantons geschrieben. Seit dem 19. Februar 1803 gehört die Gemeinde zum Kanton Aargau.
Im Jahr 1806 trennte sich Sisseln, das erst in der zweiten Hälfte des 18. Jahrhunderts entstanden war, von Eiken ab und bildet seither eine eigenständige Gemeinde. Am 2. August 1875 erhielt Eiken einen Bahnhof an der Bözbergstrecke. Trotzdem ging die Bevölkerungszahl zurück, da viele Einwohner verarmten und nach Nordamerika auswandern mussten. Ab Beginn der 1970er Jahre baute die Basler Chemieindustrie auf dem Sisslerfeld ausgedehnte Produktionsanlagen, Eiken wandelte sich zu einer Industriegemeinde am Rande der Agglomeration der Stadt Basel. Seit Beginn der 1980er Jahre stieg die Bevölkerungszahl um über zwei Drittel an.

## Wappen
Die Blasonierung des Gemeindewappens lautet: «In Rot gelber Pfahl, belegt mit schwarzem Vogtstab und beseitet von je zwei nach aussen schräg gestellten gelben Ähren.» Das Wappen wurde erst 1949 eingeführt. Die Wahl fiel auf den Vogtstab, weil Eiken Sitz eines Untervogts gewesen war, der auch die Dörfer Münchwilen, Obermumpf und Schupfart verwaltete. Die vier Gemeinden werden durch die Ähren symbolisiert, die auch einen Hinweis auf die Landwirtschaft beinhalten. Die Farben Rot und Gelb weisen auf die Zugehörigkeit dieser Untervogtei zur früheren vorderösterreichischen Kameralherrschaft Rheinfelden hin.

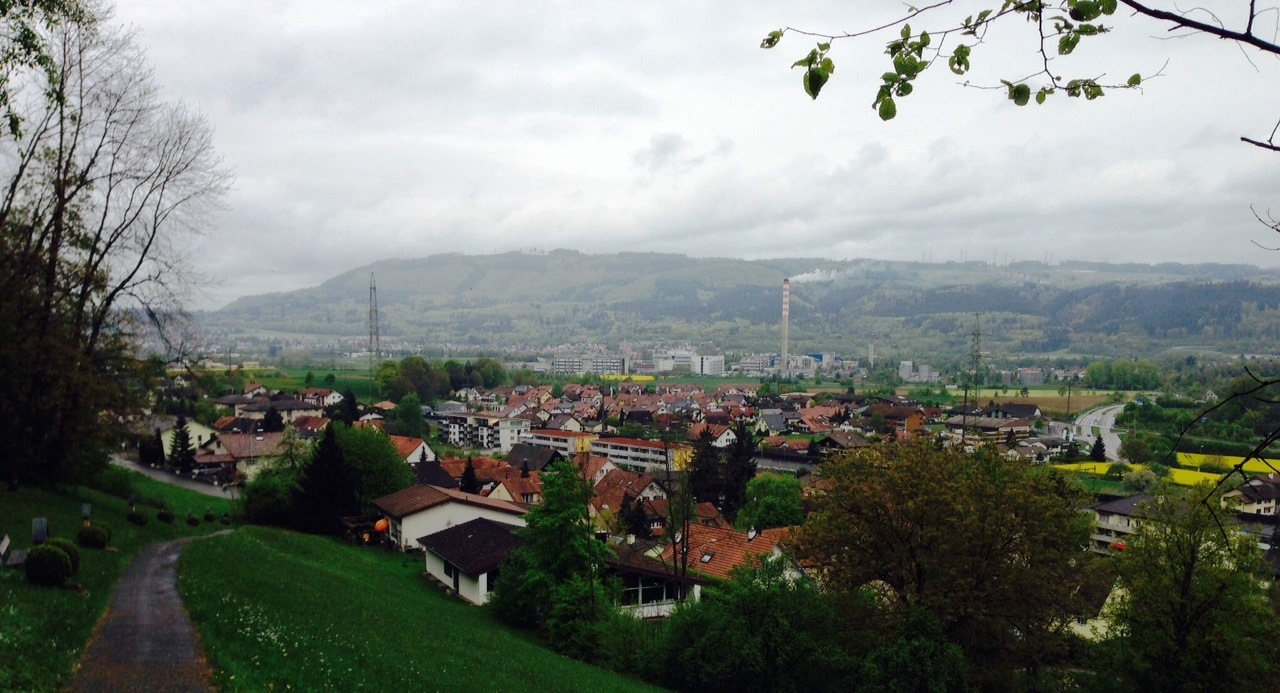
Sicht vom Kreuzweg (Eiken) gegen Bad Säckingen

## Bevölkerung
Die Einwohnerzahlen entwickelten sich wie folgt:
| Jahr      | 1768 | 1800 | 1850 | 1900 | 1930 | 1950 | 1960 | 1970 | 1980 | 1990 | 2000 | 2010 | 2020 |
| Einwohner | 451  | 567  | 837  | 795  | 760  | 892  | 962  | 1195 | 1117 | 1449 | 1750 | 2004 | 2331 |

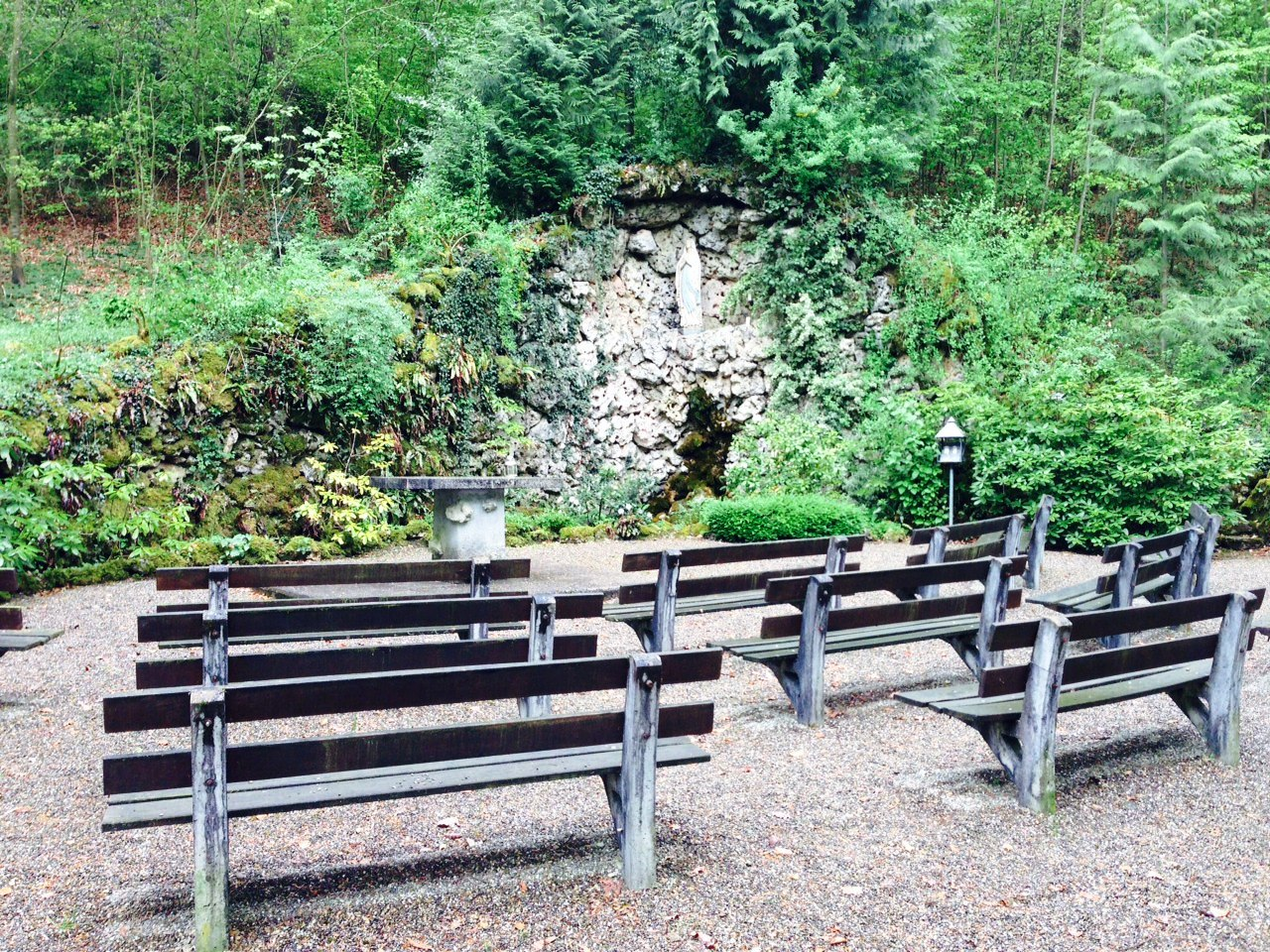
Lourdes-Grotte, Eiken

Am 31. Dezember 2023 lebten 2447 Menschen in Eiken, der Ausländeranteil betrug 25,1 %. Bei der Volkszählung 2015 bezeichneten sich 44,4 % als römisch-katholisch und 18,5 % als reformiert; 37,1 % waren konfessionslos oder gehörten anderen Glaubensrichtungen an. 91,7 % gaben bei der Volkszählung 2000 Deutsch als ihre Hauptsprache an, 2,3 % Albanisch, 1,4 % Italienisch und 1,0 % Serbokroatisch.

## Sehenswürdigkeiten
Wie in anderen Gemeinden des katholischen Fricktals hat man auch in Eiken eine Lourdesgrotte erbaut. Wie in Lourdes steht eine Marienstatue etwas erhöht über dem mit Bänken ausgestatteten Versammlungsort. 1938 begann man Kalkfelsen aus der Chinzhalde mit Pferdefuhrwerken bis ins Räbacherli zu transportieren und dort damit die Grotte zu errichten, die 1939 fertiggestellt und eingeweiht wurde. Man erreicht sie, indem man vom Friedhof aus einem Kreuzweg steil folgt. Von ihr bietet sich eine Aussicht in Richtung des Schwarzwaldes.

## Politik und Recht
Die Versammlung der Stimmberechtigten, die Gemeindeversammlung, übt die Legislativgewalt aus. Ausführende Behörde ist der fünfköpfige Gemeinderat. Er wird im Majorzverfahren vom Volk gewählt, seine Amtsdauer beträgt vier Jahre. Der Gemeinderat führt und repräsentiert die Gemeinde. Dazu vollzieht er die Beschlüsse der Gemeindeversammlung und die Aufgaben, die ihm vom Kanton zugeteilt wurden. Für Rechtsstreitigkeiten ist in erster Instanz das Bezirksgericht Laufenburg zuständig. Eiken gehört zum Friedensrichterkreis X (Mettau).
Die Partnergemeinden Eikens sind Eicken-Bruche (Niedersachsen, Deutschland), Eke (Gemeinde Nazareth, Belgien) und Eecke (Département Nord, Frankreich).

## Wirtschaft
In Eiken gibt es gemäss der im Jahr 2015 erhobenen Statistik der Unternehmensstruktur (STATENT) rund 1350 Arbeitsplätze, davon 2 % in der Landwirtschaft, 50 % in der Industrie und 48 % im Dienstleistungssektor. In der ausgedehnten Industriezone an der Gemeindegrenze zu Sisseln stehen grosse Produktionsanlagen des niederländischen Pharmakonzerns DSM, dessen Kamin mit einer Höhe von 140 Metern der höchste der Schweiz ist. Seinen Sitz in Eiken hat das Holzbau-Unternehmen Häring & Co. Im Dorf selbst gibt es zahlreiche kleine Gewerbe- und Dienstleistungsbetriebe. Am nördlichen Dorfrand befindet sich eine Kiesgrube des Zementkonzerns LafargeHolcim. Zahlreiche Erwerbstätige sind Wegpendler und arbeiten in anderen Agglomerationsgemeinden der Stadt Basel.

## Verkehr
Knapp einen Kilometer nördlich des Dorfes verläuft die Hauptstrasse 7 zwischen Basel und Winterthur. Durch das Dorf selbst verläuft die Hauptstrasse 3 nach Zürich. Eine Anschlussstelle der Autobahn A3 befindet sich am nördlichen Dorfrand. Eiken besitzt einen Bahnhof an der Bözbergstrecke. Hier halten Züge der S-Bahn Basel (die Linie S1 zwischen Frick und dem Bahnhof Basel SBB). Zwischen den Bahnhöfen Frick und Stein-Säckingen verkehrt eine Postautolinie. An Wochenenden verkehren eine Nacht-S-Bahn von Basel durch das Fricktal nach Brugg sowie ein Nachtbus von Frick über Laufenburg nach Eiken.

## Bildung
Die Gemeinde verfügt über einen Kindergarten und eine Primarschule. Die Realschule und die Sekundarschule werden mit der Nachbargemeinde Stein gemeinsam geführt, die Bezirksschule kann in Frick besucht werden. Die nächstgelegenen Gymnasien befinden sich in Aarau (Alte Kantonsschule und Neue Kantonsschule); aufgrund einer interkantonalen Vereinbarung können Jugendliche aus Teilen des Fricktals das Gymnasium auch in Muttenz (Kanton Basel-Landschaft) oder in Basel absolvieren. Eiken ist seit 1980 Standort des Zivilschutz-Ausbildungszentrums des Kantons Aargau.

## Europäische Arbeit
Alle zwei Jahre findet ein kulturelles Treffen zwischen den Eichendörfern statt, also den Dörfern Europas, deren Name seinen Ursprung im Wort Eiche hat. Folgende Gemeinden nehmen an den Aktivitäten teil:
- Eke (B), Ortsteil von Nazareth bei Gent
- Eecke (F), in der Nähe von Lille an der belgischen Grenze
- Eiken (CH), im nördlichen Aargau
- Eicken-Bruche (D), in Niedersachsen bei Melle

## Persönlichkeiten
- Markus Dinkel (1762–1832), Kunstmaler